# David Bushnell

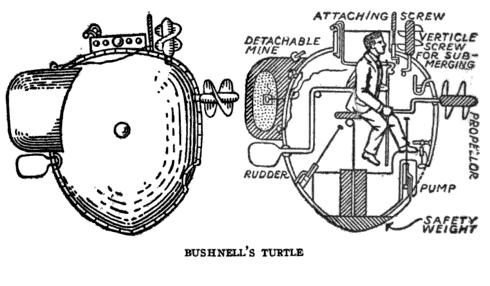
Nákres Bushnellovy Želvy

David Bushnell (30. srpna 1740 Saybrook, Connecticut – 1824 Warrenton, Georgie) byl americký vynálezce v období války za nezávislost.
Je spojován s vynálezem první ponorky z roku v roce 1775 použité v boji o rok později. Nazval ji Turtle (želva), podle toho, že byla spojena z dvou polovin, připomínajících želví krunýř. Jeho idea využití vody jako zátěže pro ponoření i vynoření ponorky je využívána dodnes, stejně jako pohon pomocí šroubu, který byl poprvé využit právě v Želvě.
Během svého studia na Yaleově univerzitě vyzkoušel a potvrdil, že střelný prach exploduje i pod vodou. David Bushnell také sestrojil první časovanou bombu i námořní minu. Své nápady zkombinoval a využil je při plánování útoku na britské lodě, blokující přístav v New Yorku v létě 1776. Želva, poháněná i řízená dobrovolníkem Sgt. Ezrou Lee měla 7. září 1776 pomocí nebozezu, háku a nálože potopit britskou vlajkovou loď HMS Eagle. Pokus však skončil neúspěchem. Důvodem bylo oplátování trupu lodi, které Britové provedli jako ochranu proti parazitům na předchozí misi v Karibiku. Želva byla později britskou fregatou potopena.
Bushnell byl 8. června 1781 povýšen do hodnosti Captain of Sappers and Miners. Později také obdržel medaili od George Washingtona.
Bushnell odcestoval po válce do Francie, kde chtěl svůj vynález pravděpodobně prodat. Po návratu se usadil ve Warrentonu v Georgii jako Dr. David Bush, zde přednášel na Warrenton Academy a provozoval lékařskou praxi. Zemřel v roce 1824.
Model ponorky Želva je vystaven v U.S. Navy Submarine Force Museum and Library v Grotonu v Connecticutu.